# Ferran Adrià

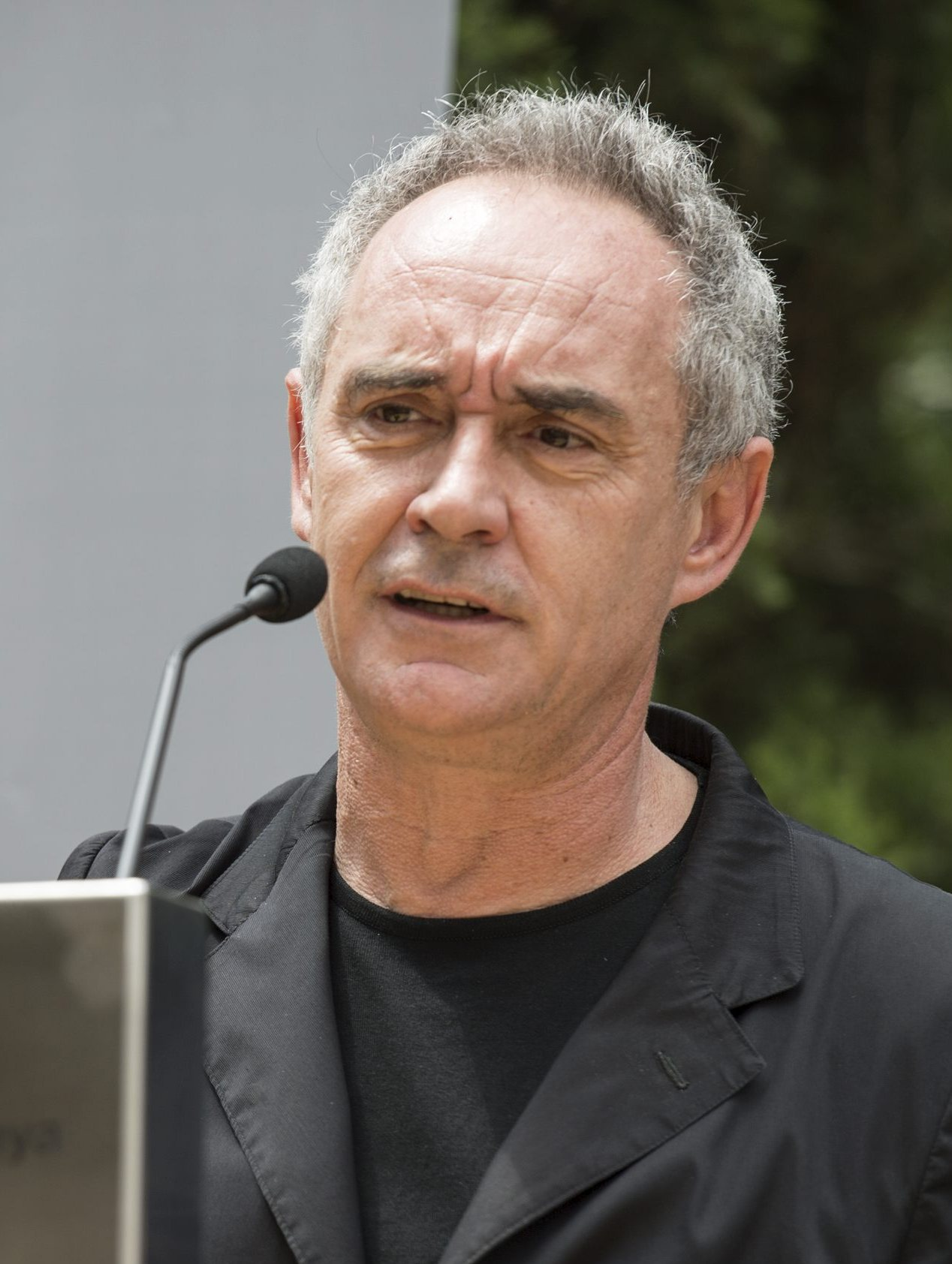
Ferran Adrià, 2014

Ferran Adrià Acosta (* 14. Mai 1962 in L’Hospitalet de Llobregat, Katalonien, Spanien) ist ein spanischer Koch und Gastronom. Adrià arbeitete von 1983 bis 2011 in dem mehrfach ausgezeichneten Restaurant „elBulli“ (in eigener Schreibweise) nahe der Stadt Roses an der Costa Brava. Von 1990 bis 2011 leitete er es gemeinsam mit Juli Soler. Durch experimentelle Lebensmittelvorbereitung, -zubereitung und -präsentation wurde er zum Mitbegründer der Molekularküche. Er selbst bezeichnet seine Küche als Avantgarde-Küche oder -Gastronomie (cocina de vanguardia), da die Molekularküche nur einen sehr kleinen Teil davon ausmache. Adrià galt 2011 als einer der einflussreichsten Köche der Gegenwart.

## Leben und Werk
Adrià ist der ältere von zwei Söhnen des Gipsers und Malermeisters Ginés Adrià und dessen Ehefrau Josefa Acosta. Mit vierzehn Jahren besuchte er das Institut Virgen de La Merced in Barcelona, um eine Kaufmannslehre als Vorbereitung für das Studium der Betriebswirtschaft zu absolvieren. 1980 verließ er die Schule. Seinen geplanten Urlaub finanzierte er als Tellerwäscher in einer kleinen Hotelküche in Castelldefels. Der dortige Chefkoch machte ihn mit dem El Práctico bekannt, dem spanischen Pendant zum Kochbuch von Escoffier. 1981 kochte er im gehobenen Restaurant Finisterre.
Mit neunzehn Jahren musste Adrià zum Militärdienst. Er wurde Smutje auf dem Marinestützpunkt in Cartagena, wo er Mitglied der Küchencrew des Admirals der Flotte war. Dort erhielt er eine Empfehlung, sich beim Restaurant El Bulli unter der Leitung von Juli Soler zu bewerben. Schon damals wurde das El Bulli unter dem elsässischen Küchenchef Jean-Louis Neichel (1975–1980, heute Barcelona) von Gourmets geschätzt (zwei Michelin-Sterne), die vor allem aus Frankreich und Deutschland kamen, aber auch aus Barcelona und der Region. Die ehemaligen Restaurantbesitzer waren bis 1990 der deutsche Arzt Hans Schilling und dessen Frau Marketta, sie nannten ihre Bulldogge Bulli und übernahmen diesen Namen auch für das Restaurant.
Nach der Militärzeit im Jahr 1983 wurde Adrià im Alter von 21 Jahren zusammen mit Christian Lutaud Chefkoch in diesem Restaurant. Soler schickte ihn dann zur Lehre in europäische Spitzenrestaurants. Vom Meisterkoch Jacques Maximin in Nizza übernahm er 1986 die Devise: „Kreativ zu sein heißt, nicht zu kopieren.“ Anderthalb Jahre später wurde er, ohne regulären Ausbildungsabschluss, alleiniger Chefkoch. Fünf Jahre lang kochte er zunächst die Gerichte nach, die er während seiner Ausbildung erlernt hatte. In weiteren fünf Jahren entwickelte er eine konventionelle neue spanische Küche.

### Blütezeit des RestaurantsEl Bulli1993–2011
1993 begann Adrià mit kühnen Experimenten. In den frühen Jahren seiner experimentellen Phase litt das Restaurant unter Gästemangel. Der Gastronomiekritiker Wolfram Siebeck machte Adrià ab 1995 dem deutschen Publikum bekannt. In den USA wurde er erst im August 2003 durch eine große Reportage im New York Times Magazine landesweit bekannt und erlangte damit auch vermehrt internationale Aufmerksamkeit.

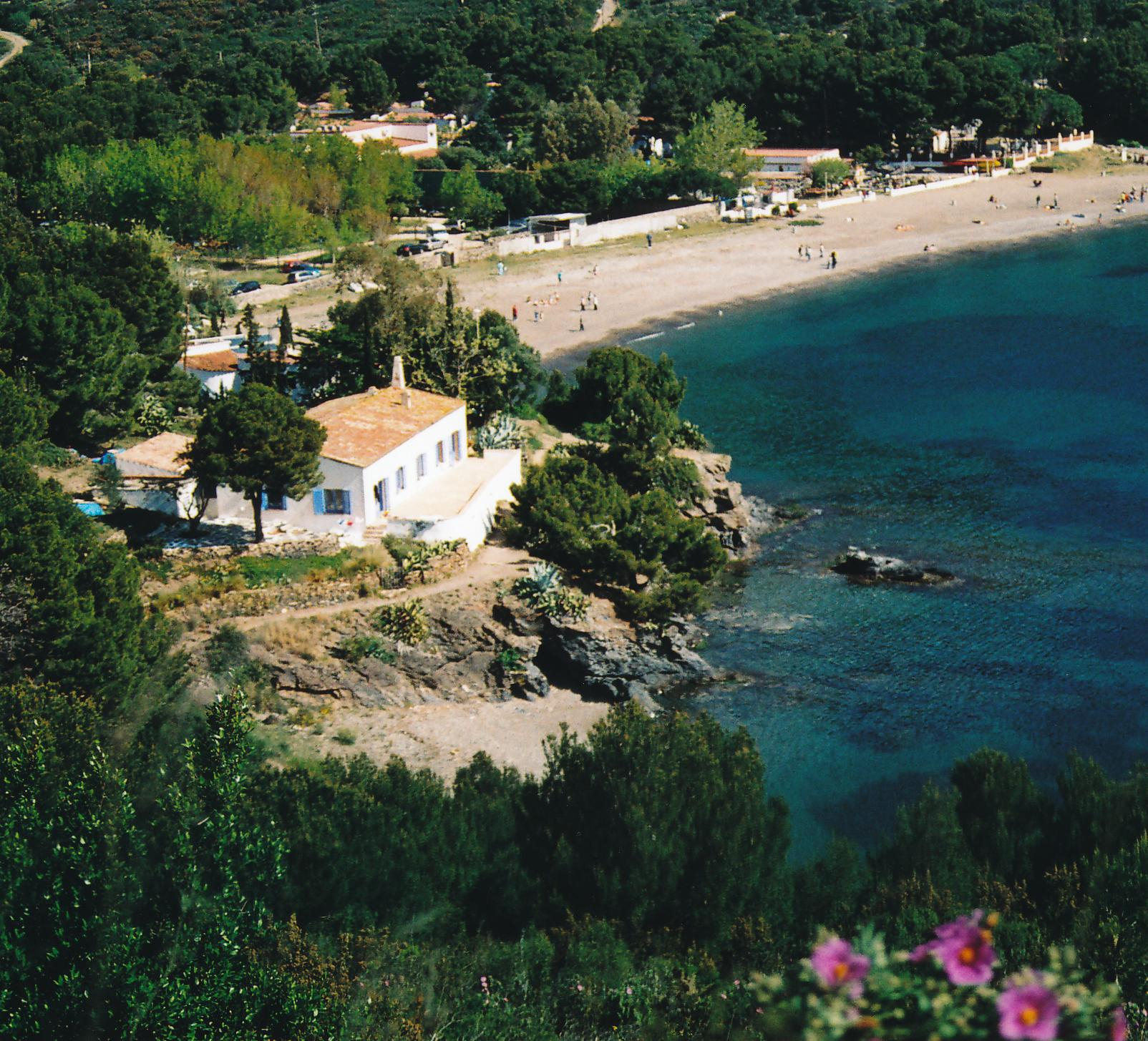
Talblick auf das 3-Sterne-Restaurant El Bulli

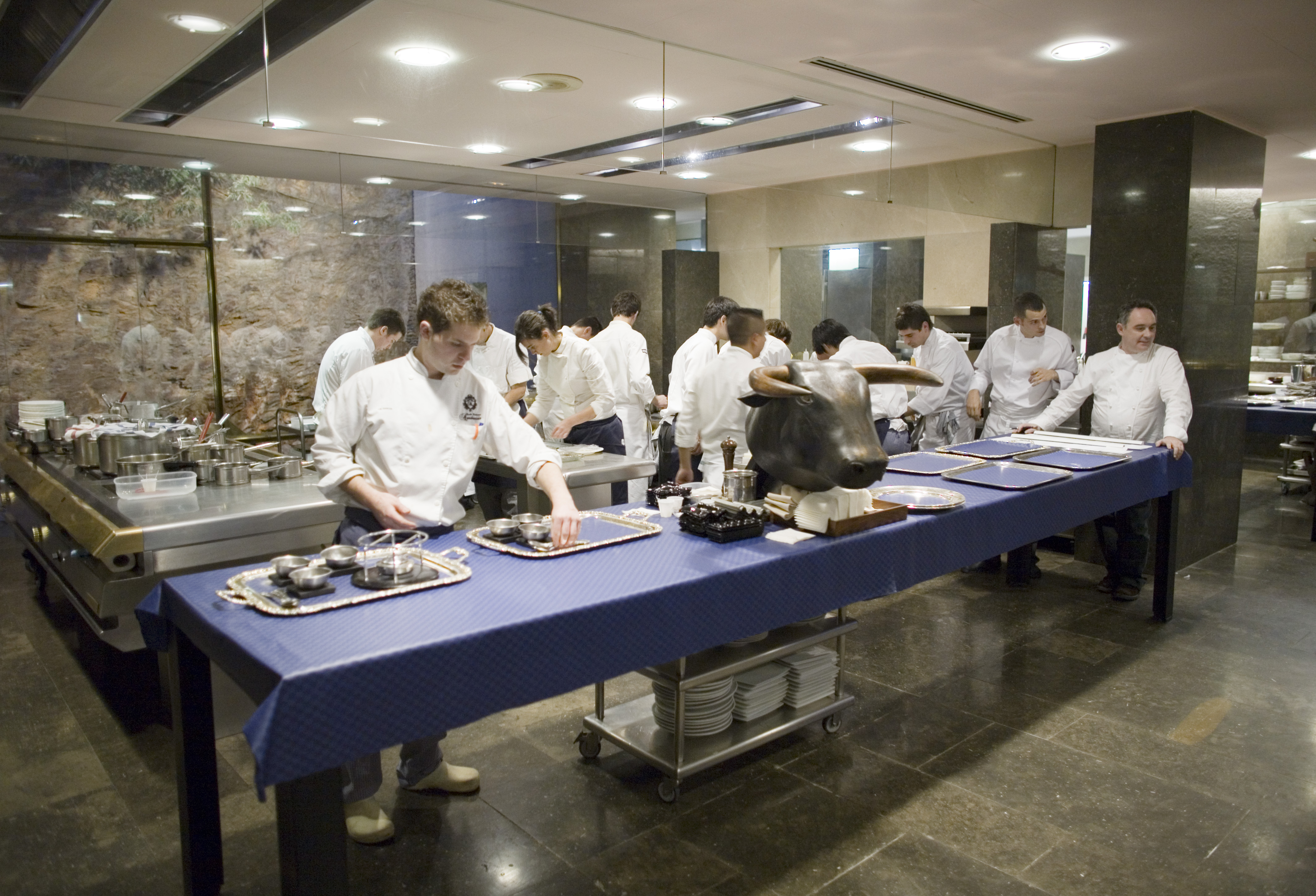
Küche im El Bulli

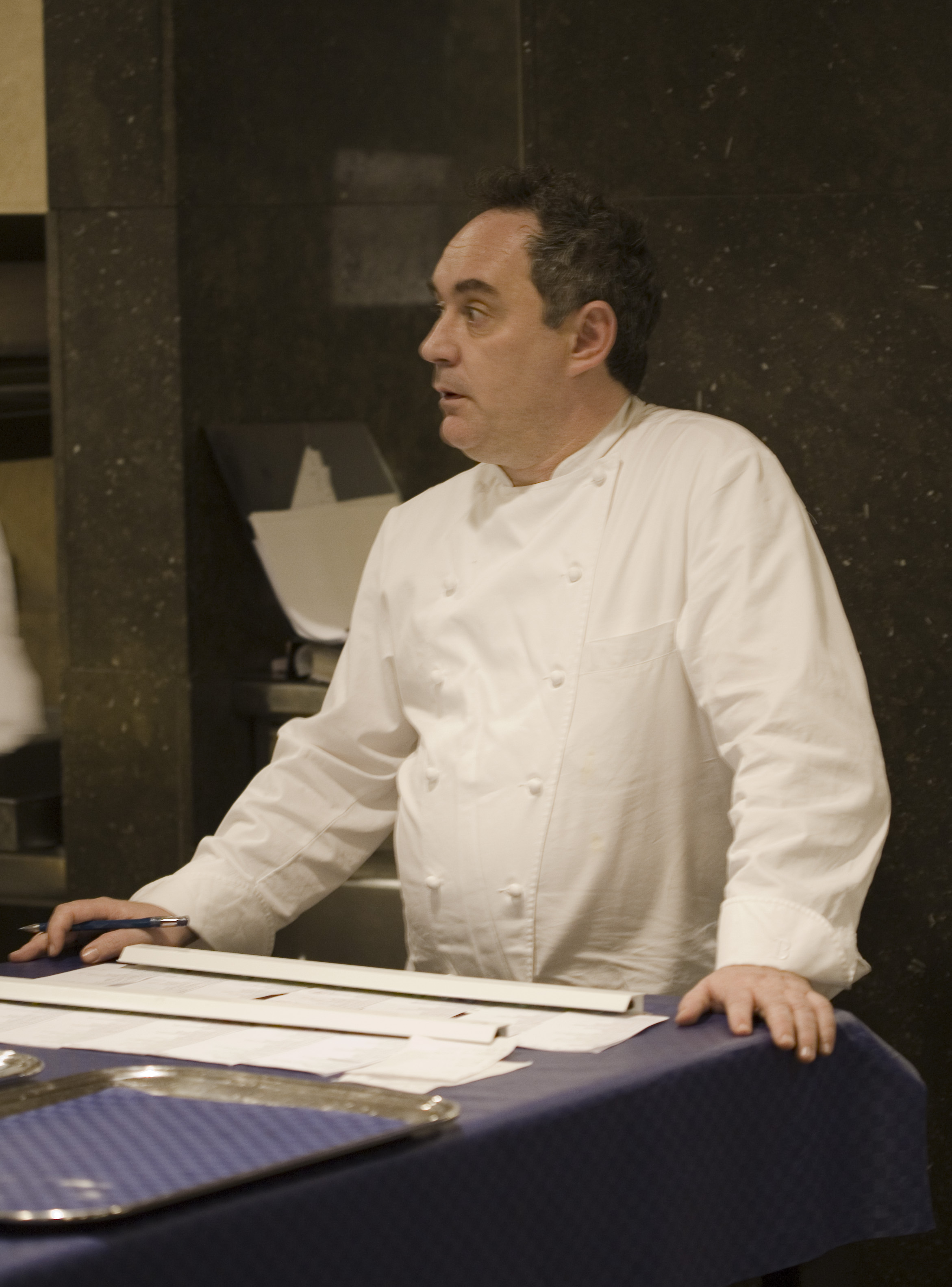
Ferran Adrià, 2007

Adriàs Restaurant El Bulli befand sich an einer abgelegenen Bucht der Costa Brava, nördlich von Barcelona, und verfügte über 50 Plätze. Jede Saison war in kürzester Zeit mit Vorbestellungen aus- und schließlich überbucht. Jährlich summierten sich mehrere hunderttausend Reservierungswünsche bis hin zu zwei Millionen Anfragen bei einer Platzkapazität für nur 8.000 Gäste in einem Halbjahr. In dem von ihm mitbetriebenen Luxushotel Hacienda Benazuza bei Sevilla werden die Menügänge früherer Jahre angeboten. Das Restaurant trug sich wegen des hohen Personalaufwandes nicht selbst, 2008 waren es 300.000 Euro Verlust. Bücher, Werbung, Auftritte und ein Cateringservice mussten das Defizit ausgleichen.
Jedes Jahr erhielt Adrià 1.500 Bewerbungen von Köchen aus aller Welt, von denen nur 35 ausgewählt wurden. Zwei Drittel davon arbeiteten überdies auch ohne Entgelt. Auch während der Sommersaison probierten er und ein kleines „Kreativ-Team“ neue Rezepturen aus. Dies geschah vormittags in einer kleinen Gruppe. Im Laufe eines Jahres summierten sich die Versuche, ein neues Gericht zu kreieren, auf rund 6000 Speisen. In einer großen Kladde notiert sich Adrià sofort alle Versuche und seine Bewertung derselben. Lediglich 40 Gerichte gelangen in die Auswahl einer neuen Menüfolge. „Rund 90 Prozent aller wesentlichen Erfindungen in der Kochwelt stammen heute von uns“, nahm Adrià 2010 für sich in Anspruch. Er wollte zunächst diesen hohen Aufwand an Innovativität lediglich bis zum Jahr 2008 fortführen und dann nur noch im kleinen Rahmen weitermachen. Ebenso erwog er eine Pause von anderthalb Jahren. Doch ab 2009 wollte er stattdessen an Änderungen der bisherigen Strukturen experimentieren. So sollte das Restaurant nun bis in den Dezember geöffnet und die Menüfolge mehrmals geändert werden. Mindestens bis zu seinem 50. Lebensjahr wollte er auf diese Weise sein Restaurant leiten, schließlich kündigte er zum Jahresbeginn von 2010 eine vorläufige Schließung an: „Zunächst wollte ich 2012 mit allem Schluss machen. Ich arbeite täglich 15 Stunden, an 333 Tagen im Jahr. Und das seit 25 Jahren.“ Er müsse schließlich an seine Familie denken.
Am 30. Juli 2011 schloss er das Restaurant, um sich zu erholen und sich auf die Entwicklung von kulinarischen Kreationen konzentrieren zu können.

### Seit 2011
2014 wurde das Restaurant El Bulli in eine Stiftung umgewandelt und erweitert, in der Köche, Sommeliers, Gastronomen und andere Fachleute neue gastronomische Produkte und Konzepte entwickeln sollen. Eine ausgewählte Anzahl an Gästen kam weiterhin in den Genuss der neuen Menüs. Außerdem plante Adrià, für etwa 20 bis 25 junge Leute aus der ganzen Welt Stipendien anzubieten. El Bulli solle zu einer „Denkfabrik für kreative Gastronomie“ werden. Im April 2013 ließ Adrià von Sotheby’s den Weinvorrat von El Bulli versteigern. Erwartet wurde ein Erlös zwischen 1,1 und 1,6 Millionen Dollar, der seiner El-Bulli-Stiftung zugeführt werden soll.
Seine Arbeitsweise erklärte Adrià wie folgt: Zu Beginn einer neuen Saison legt er fest, an welchen Produkten mit welchen Techniken gearbeitet werden soll. Das sei der schwierigste Teil der Arbeit. Die Be- und Verarbeitung der Produkte übernimmt die Experimentalgruppe im Kochlabor, eine kleine Gruppe der besten Mitarbeiter (mit Albert Raurich, Oriol Castro und Eduard Xatruch als Chefs de Cuisine). Diese gehen meist intuitiv vor, variieren aber bei erfolgversprechenden Ergebnissen eine Kombination in systematischer Weise. Jeder Versuch wird abschließend mit Foto und Beurteilung protokolliert. Adrià beschränkt seine Tätigkeit auf das Abschmecken und Protokollieren und vergleicht sich daher mit einem Regisseur. Die Techniken sind kein Selbstzweck, sondern dienen ihm der Optimierung des Geschmackserlebnisses von Aromen und Texturen. Das Aroma und der Geschmack von natürlichen Produkten sollen dabei so rein wie möglich erhalten bleiben. Ein Nebenerwerb von El Bulli ist die Herstellung und der Vertrieb von Texturas, Hilfsmittel zum Sphärisieren, Gelieren, Emulgieren und Verdicken von Gerichten sowie konzentrierte natürliche Aromen (Surprises).

### Molekularküche

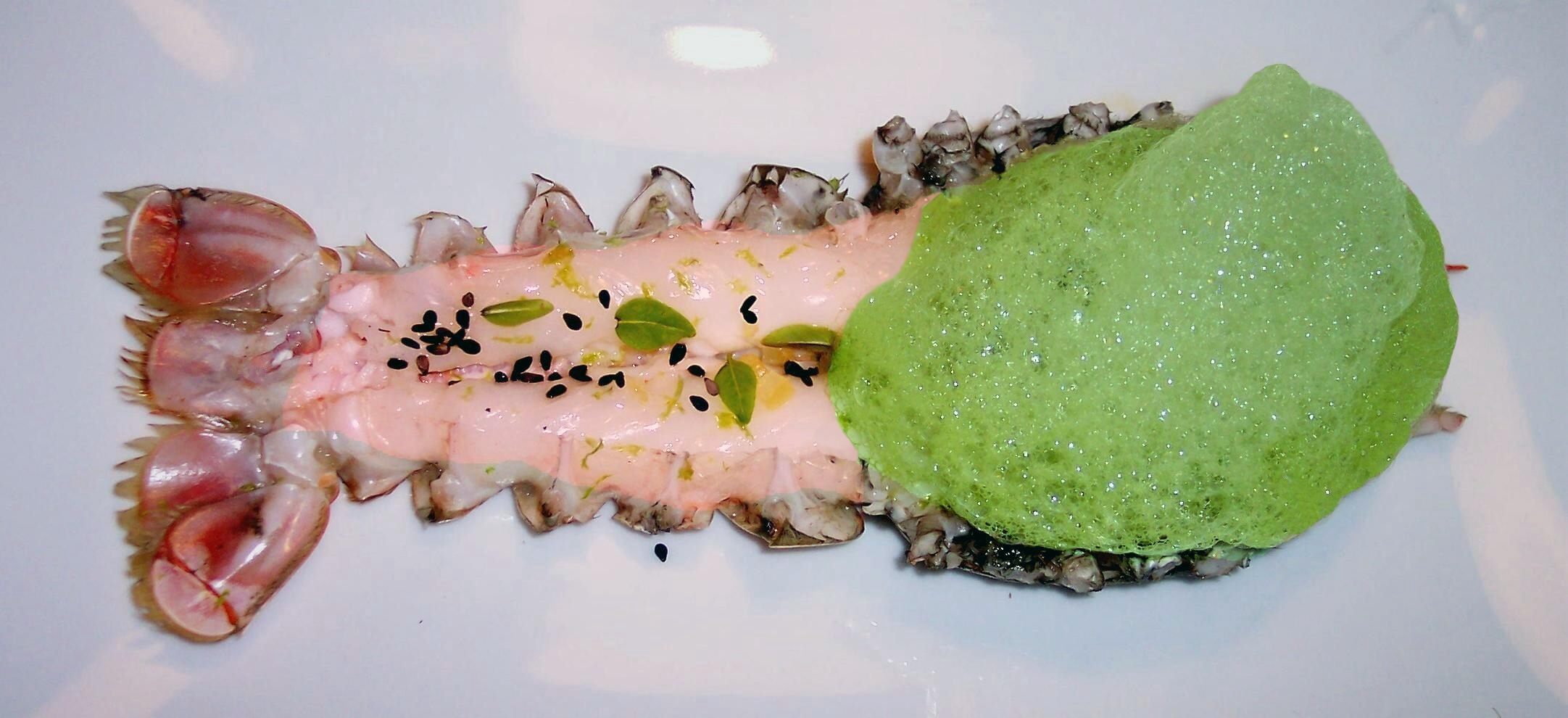
Bärenkrebs mit Espuma vom Grünen Tee, 2005

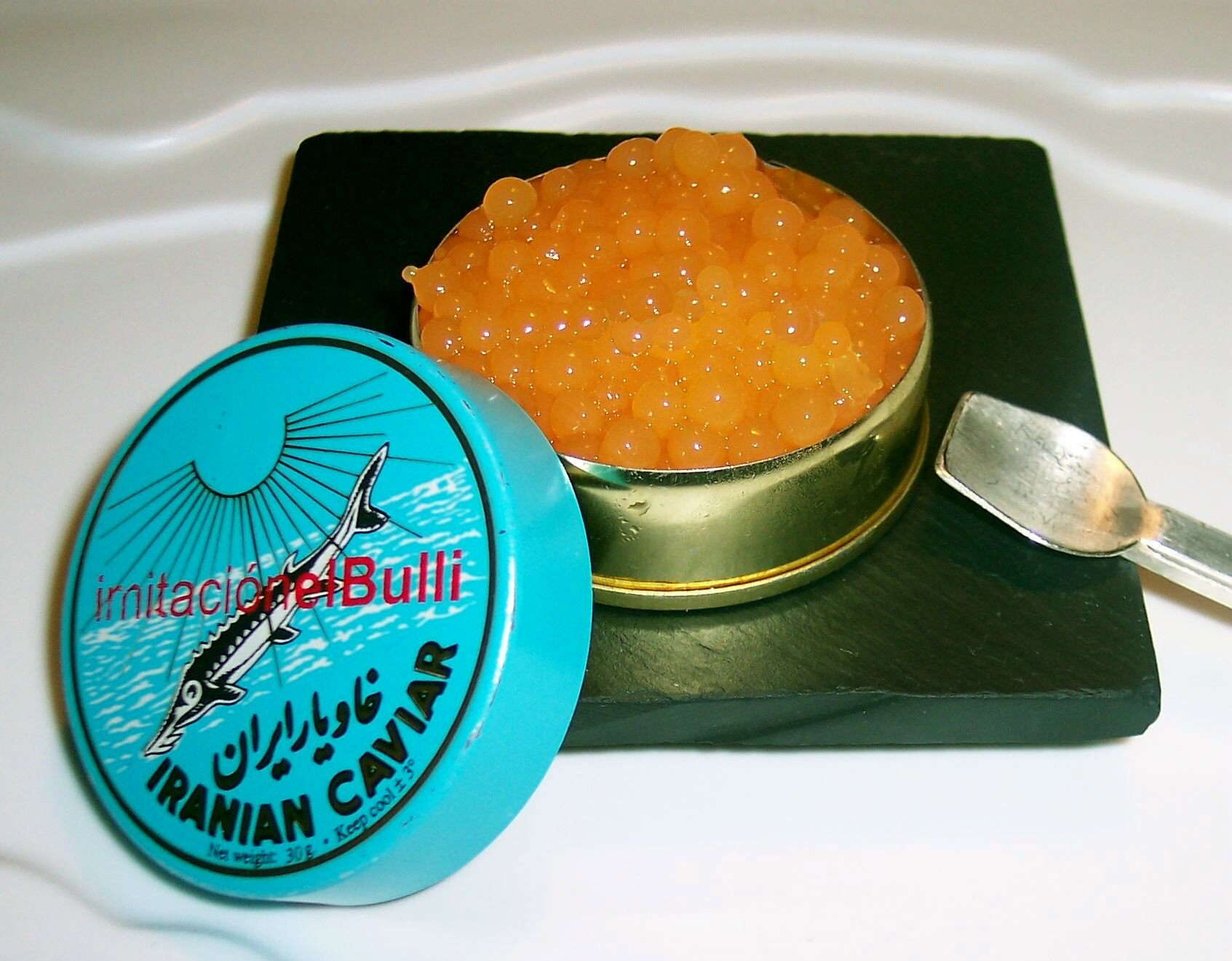
Melonenkaviar, 2004

Die Idee zur Molekularisierung von Lebensmitteln kam Adrià beim Anblick des Fruchtschaumes eines ausgepressten Saftes in einer Bar. Das Prinzip der Schaumerzeugung („espuma“) übertrug er dann auch auf andere Lebensmittel, bis er diese Idee wieder aufgab, da er damit schon zu oft kopiert worden war. Adrià bot keine klassischen Menüs an, seine „Menüs“ waren ausdifferenzierte, ausgefeilte, höchst komplizierte 30 bis 35 kleine Gänge: Rohes Gemüse wird mit Hightech aus der Medizintechnik bearbeitet, Salzstreuer mit duftendem Kunstnebel befüllt, er würzt Gemüse-Gelatine-Streifen mit Holzkohleöl, formt geliertes Olivenpüree zu Oliven mit flüssigem Olivenextrakt im Inneren, füllt Tintenfisch mit einer Mischung aus Ingwer und Kokosnuss, serviert eine Mousse aus Muschelfleisch in einem Mantel von hauchdünnem Schweinefett und injiziert Eiern vor dem Kochen Kaviarpaste. Techniken aus der Lebensmittelindustrie finden hier Anwendung: so etwa die Methode der „Lyophilisation“ (Gefriertrocknen) von Obst und Gemüse. Der minutiöse Aufwand war dafür so hoch, dass er pro Saison stets nur diese eine Menüfolge anbot. Im Jahr 2008 kostete ein Menü mit 32 Gängen 230 Euro. Mit seinen Kochbüchern hatte er schon im Jahr 2004 mehr als mit seinem Restaurant verdient. Adrià war bei El Bulli „nicht am Geschäft interessiert“ und betrachtete daher sein Restaurant auch nicht als Geschäft, „sondern als unsere Bühne. Manche nennen es Konzeptküche, aber ich glaube, es ist etwas anderes. Essen ist die älteste Form von Kommunikation, Tausende von Jahren alt. Und wir haben dafür eine neue Sprache gefunden.“
Eine seiner neuen Kochtechniken ist die „Sphärisierung“: dies ist ein kontrolliertes Gelieren von Flüssigkeiten, die dadurch die Form von „Sphären“ annehmen – eine kugelförmige Außenhülle mit flüssigem Kern. Beispiele dafür sind Melonen- oder Apfelkaviar, Tomaten-Sphären oder flüssiger Olivenextrakt, umhüllt von fest geliertem Olivenpüree in Olivenform und -farbe. Der Geschmackskontrast zwischen fester Hülle und flüssigem Inhalt kann zum Teil auch über Früchte und andere Produkte hergestellt werden, die zunächst gefriergetrocknet, dann zermahlen und schließlich geliert werden.
Adrià mag zwar den Begriff Molekularküche, hält ihn aber in Bezug auf seine Küche für „unzutreffend“. Es sei „lächerlich“, seine Küche „auf den Einsatz von Flüssigstickstoff, Gefriertrocknung oder Ähnliches zu reduzieren.“ Dieser Teil seiner Arbeit mache „im Gesamtbild vielleicht drei, vier Prozent aus.“ Entscheidend sei vielmehr eine hohe Vielseitigkeit.

### Kritik
Der damalige Chefredakteur des Gault-Millau, Kohnke, bezeichnete Adriàs Karrieresprung gegenüber der Welt als „hochgejubelt“. Abzulehnende Stoffe wie beispielsweise Transglutaminase, Methylzellulose oder Xanthan würden massiv verwendet.

„In Wahrheit ist er nur der berühmteste Laborant unter den Küchenstars, sein Restaurant elBulli ist ein Showroom der spanischen chemischen Industrie.“

Diese Aussagen waren eine Reaktion auf den Enthüllungsartikel Dünnpfiff für fünf Personen im Stern, in dem Jörg Zipprick die Behauptung, Adriàs Labor habe Gellan, Iota oder Glice erfunden, widerlegt und feststellt, dass es sich bei dabei um reguläre Lebensmittelzusatzstoffe handele. Der Titel ist eine Anspielung auf die Verwendung von 100 Gramm Isomalt (E 953) im Rezept „Olivenöl-Spirale“, das schon ab 20 g abführend wirken kann. Des Weiteren bemängelt der Autor, Adrià habe Steuergelder der EU (500.000 €) und Fördergelder der Chemieindustrie („Projekt Inicon“, 600.000 €) erhalten und trage nun auf Grund seiner gesponserten, von Steuern bezahlter Popularität zur Umsatzsteigerung der Industrie bei.

### Wissenschaft und Küche
Die IESE Business School von Barcelona untersuchte 2008 in einem Forschungsprojekt über Innovation sein Restaurant, um herauszufinden, wie dort Ideen entstehen.
Bei einem Vortrag in der Harvard University Ende 2008 äußerte Adrià den Wunsch, einmal gemeinsam mit Harvard-Wissenschaftlern eine Enzyklopädie des Kochens und der Wissenschaft erstellen zu können. Im Herbst 2010 beteiligte sich Adrià gemeinsam mit seinem Washingtoner Kollegen José Andrés und weiteren Küchenchefs an einer 13-wöchigen Vorlesungsreihe mit Demonstrationen und Übungen in der School of Engineering and Applied Sciences der Harvard University für Studenten und auch für interessierte Küchenmeister. Es ging dabei um die Grundlagen der kulinarischen Physik mit Beispielen aus Adriàs Versuchsküche wie etwa die Eigenschaften einer Emulsion, die Stabilisierung von Schaum in einer Flüssigkeit oder die Komposition von Flüssigkeiten mit unterschiedlichen Dichten aufgrund verschiedener Temperaturen.

### Kochkunst
Bis 2009 blieb sein Restaurant während der zweiten Hälfte des Jahres geschlossen und er tüftelte an weiteren Innovationen in seinem Kochlabor in Barcelona: El Bulli taller. Die „Werkstatt“ (spanisch taller) befindet sich nahe beim Markt Boqueria; hier kauft Adrià ein und hält nach neuen Lebensmitteln Ausschau. Zusammen mit Wissenschaftlern, Designern, Lebensmitteltechnikern, -chemikern und Künstlern kreiert er neue Rezepte, Besteck, Teller, Inneneinrichtung, selbst die Lichtinszenierung und musikalische Begleitung werden bis ins kleinste Detail geplant und in ein Gesamtkunstwerk umgesetzt. Für 2007 wurde er zur Teilnahme an der Kunstausstellung documenta 12 eingeladen, nicht zuletzt, weil dem Ausstellungsmacher Roger Buergel Ähnlichkeiten zu Filippo Tommaso Marinettis Konzept der futuristischen Küche (1932) aufgefallen war. Anstelle des allgemein erwarteten Schaukochens bot er an, täglich zwei Besucher oder Künstler der documenta, ausgewählt vom Ausstellungsmacher, als Gäste im El Bulli zu bewirten. Ihre Reaktionen beim Verzehr der Menüfolge dokumentiert ein im Herbst 2009 erschienener Kunstband des Malers und Pop-Art-Mitbegründers Richard Hamilton, der im El Bulli auch Stammgast war.

### Bierkreation

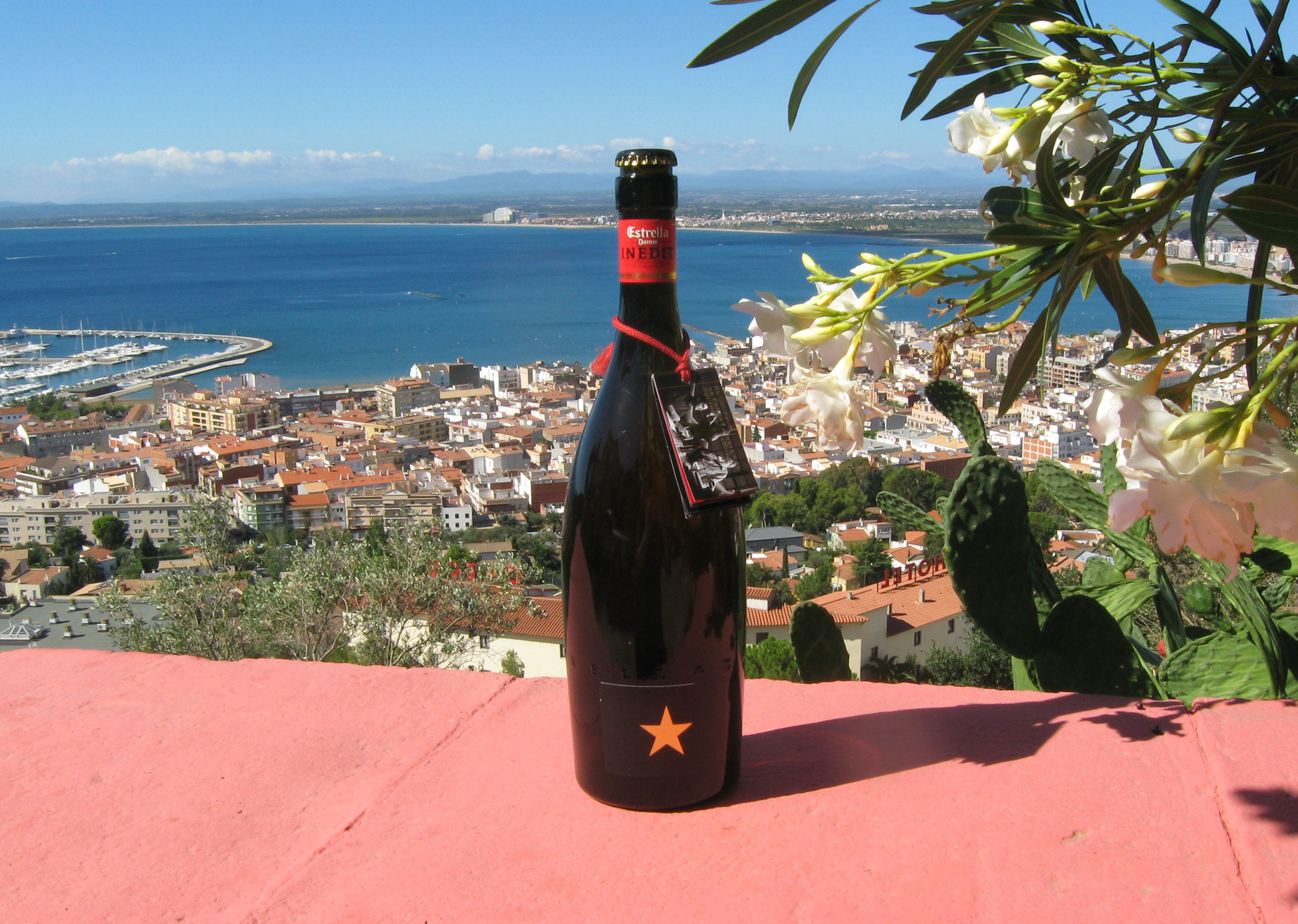
Bierkreation Inedit (Estrella Damm)

Im Jahre 2009 kreierte die spanische Bierbrauerei Estrella Damm in Zusammenarbeit mit Ferran Adrià und den Sommelieren von El Bulli sowie Juli Soler, Dan Barber den Weinexperten Ferran Centelles und David Seijas die Biermarke Inedit. Inedit ist eine Coupage aus Gerstenmalz und Weizen, das mit Gewürzen wie Orangenschalen, Koriander und Lakritz verfeinert wird. Das neue Bier soll aus Weißweingläsern getrunken werden. Die vorrangige Zielgruppe des neuen Biers ist die gehobene Gastronomie.

### Familie
Seit 2002 ist Ferran Adrià mit Isabel Pérez Barceló verheiratet. Sein Bruder Albert Adrià (* 20. Oktober 1969) ist Pâtissier, er arbeitete seit 1985 im El Bulli und war auch der Manager für das El Bulli taller während der Wintersaison. 2008 verließ Albert in Einverständnis mit seinem Bruder El Bulli und eröffnete in Barcelonas Altstadtviertel Eixample die Tapas-Bar Inopia. Im Januar 2011 eröffneten Ferran und Albert Adrià eine weitere Tapas-Bar (Tickets) in Barcelonas Stadtteil Sant Antoni in der Avinguda del Paral•lel  sowohl mit Gerichten, die im El Bulli kreiert wurden, als auch mit konventionelleren Tapas. Im Mai 2011 folgte die unmittelbar benachbarte Cocktail-Bar 41° (spanisch cuarenta y uno grados, englisch forty-one degrees), ergänzt mit Imbissen aus der El-Bulli-Küche. Das Angebot von Tickets basiert auf einheimischen Produkten und Meeresfrüchten. Gourmetküche soll zu erschwinglichen Preisen in entspannter Atmosphäre für Familien und Reisende angeboten werden.

## Auszeichnungen (Auszug)
- Frankreichs Altmeister Paul Bocuse würdigte ihn mit: „Ferran Adrià macht die aufregendsten Dinge in unserem Beruf.“
- 1996: Clé d’Or de la Gastronomie, Gault-Millau
- 1996: Restaurant of the Year, Club de Gourmets
- 1998: Dritter Michelin-Stern für sein Restaurant „elBulli“
- 2002, 2006, 2007, 2008 und 2009: „Bestes Restaurant der Welt“, Restaurant Magazine[50]
- 2004: »TIME 100« „List of Most Influential People“ (Liste der hundert einflussreichsten Menschen des Jahres 2004) Time Magazine[51]
- 2005: Internationaler Eckart-Witzigmann-Preis der Deutschen Akademie für Kulinaristik
- 2006: bekam Adrià als erster Koch den Lucky Strike Designer Award.
- 2009: Gran Cruz de la Orden del Mérito Civil (Großer Zivilverdienstorden am Kreuz) [52]
- 2010: „Chefkoch des Jahrzehnts“, verliehen von der britischen Fachzeitschrift Restaurant Magazine[53]

## Ausstellungen
- 2014: Auditando el proceso creativo, Fundación Telefónica, Madrid.[54]

## Veröffentlichungen
- El Bulli 1983–1993 (mit Juli Soler und Albert Adrià)
- El Bulli: el sabor del Mediteráneo, 1993, ISBN 84-7596-415-X.
- Los secretos de El Bulli, 1997, ISBN 84-487-1000-2.
- El Bulli 1994–1997 (mit Juli Soler und Albert Adrià), ISBN 978-3-936682-47-2.
- Cocinar en 10 minutos con Ferran Adrià, 1998, ISBN 84-605-7628-0.
- Celebrar el milenio con Arzak y Adrià (mit Juan Mari Arzak), 1999, ISBN 84-8307-246-7.
- El Bulli 1998–2002 (mit Juli Soler und Albert Adrià), Conran Octopus, 2003, ISBN 1-84091-346-0; Ecco, 2005, ISBN 0-06-081757-7.
- El Bulli 2003–2004 (mit Juli Soler und Albert Adrià), Ecco, 2006, ISBN 0-06-114668-4.
- El Bulli 2005 (mit Juli Soler und Albert Adrià), ISBN 84-7871-607-6.
- Ferran Adrià, Albert Adrià, Juli Soler: Ein Tag im elBulli. Einblicke in die Ideenwelt, Methoden und Kreativität von Ferran Adrià. Phaidon, Berlin 2009, ISBN 978-0-7148-5895-1.
- Food Art – Kunstwerke aus der Küche von Ferran Adrià. Eine fotografische Inszenierung von Francesc Guillamet. Hampp, Stuttgart 2010, ISBN 978-3-936682-89-2.
- Das Familien-Essen. Zu Hause kochen mit Ferran Adrià. (Originaltitel: The Family Meal, Home Cooking With Ferran Adriá). Edel, Hamburg 2011, ISBN 978-3-8419-0119-4.

## Filme
- El Bulli – Cooking In Progress. Dokumentarfilm, Deutschland, 2010, 108 Min., Buch und Regie: Gereon Wetzel, Produktion: if... Productions[55][56]
- Cooking and Creativity. Vortrag, USA, 2009, 4:25 Min., Produktion: Harvard University, 18. Februar 2009, Online-Video.
- Google presents: Chef Ferran Adrià. Gespräch, USA, 2008, 64 Min., Produktion: Google, 13. Oktober 2008, Online-Video, Interview mit Filmen aus elBulli, die Adrià kommentiert.
- Anthony Bourdain – Eine Frage des Geschmacks: Kochrevolution mit Ferran Adrià. (OT: Anthony Bourdain – Decoding Ferran Adria.) Dokumentation, USA, 2006, 46:28 Min., Regie: Anthony Bourdain, Produktion: Travel Channel, Fernsehreihe: Anthony Bourdain: No Reservations, deutsche Erstausstrahlung: 1. Juli 2007 auf DMAX.
- Küche von einem anderen Stern. Dokumentation, Deutschland, 2004, 45 Min., Buch und Regie: Stefan Quante, Produktion: WDR, Erstsendung: 7. August 2004.